# Résistance en Lituanie pendant la Seconde Guerre mondiale

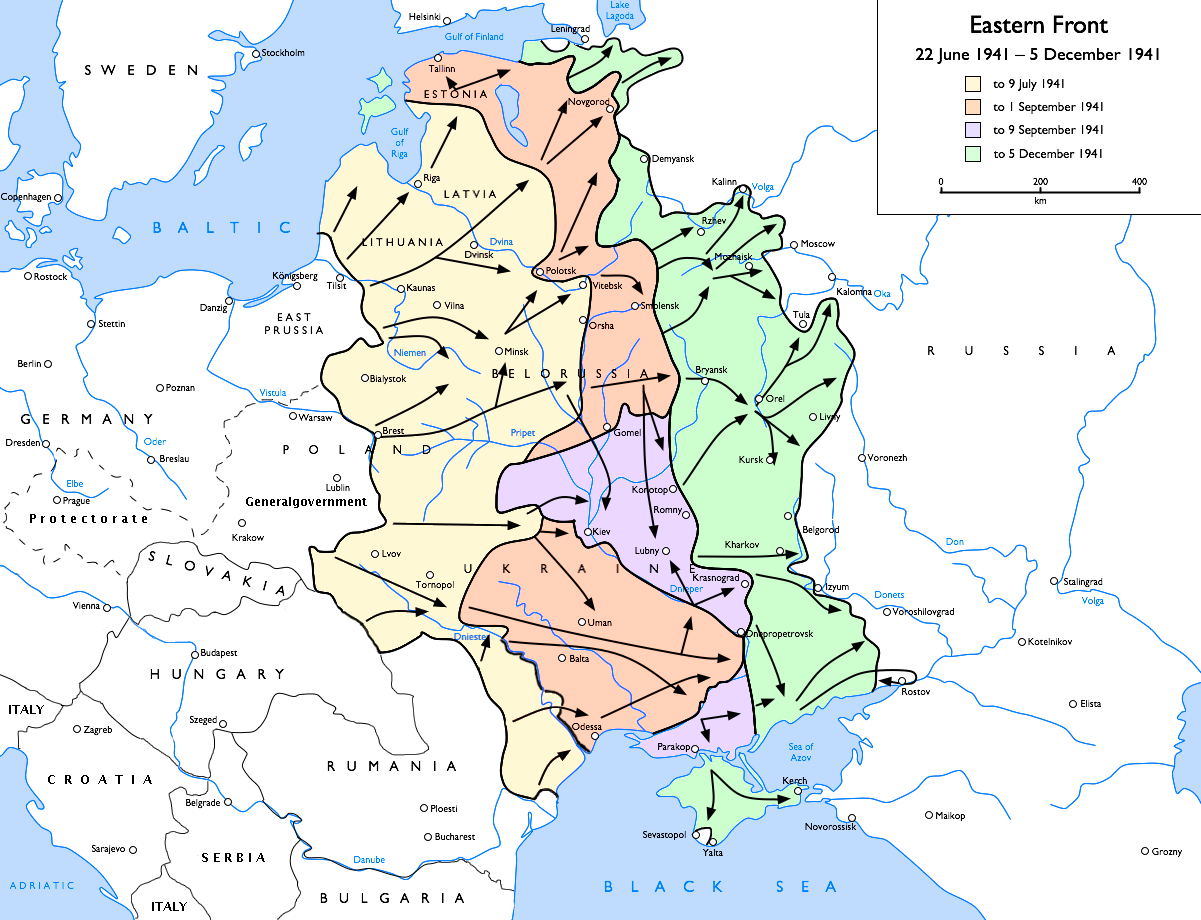
Front de l'Est, juin 1941-décembre 1941.

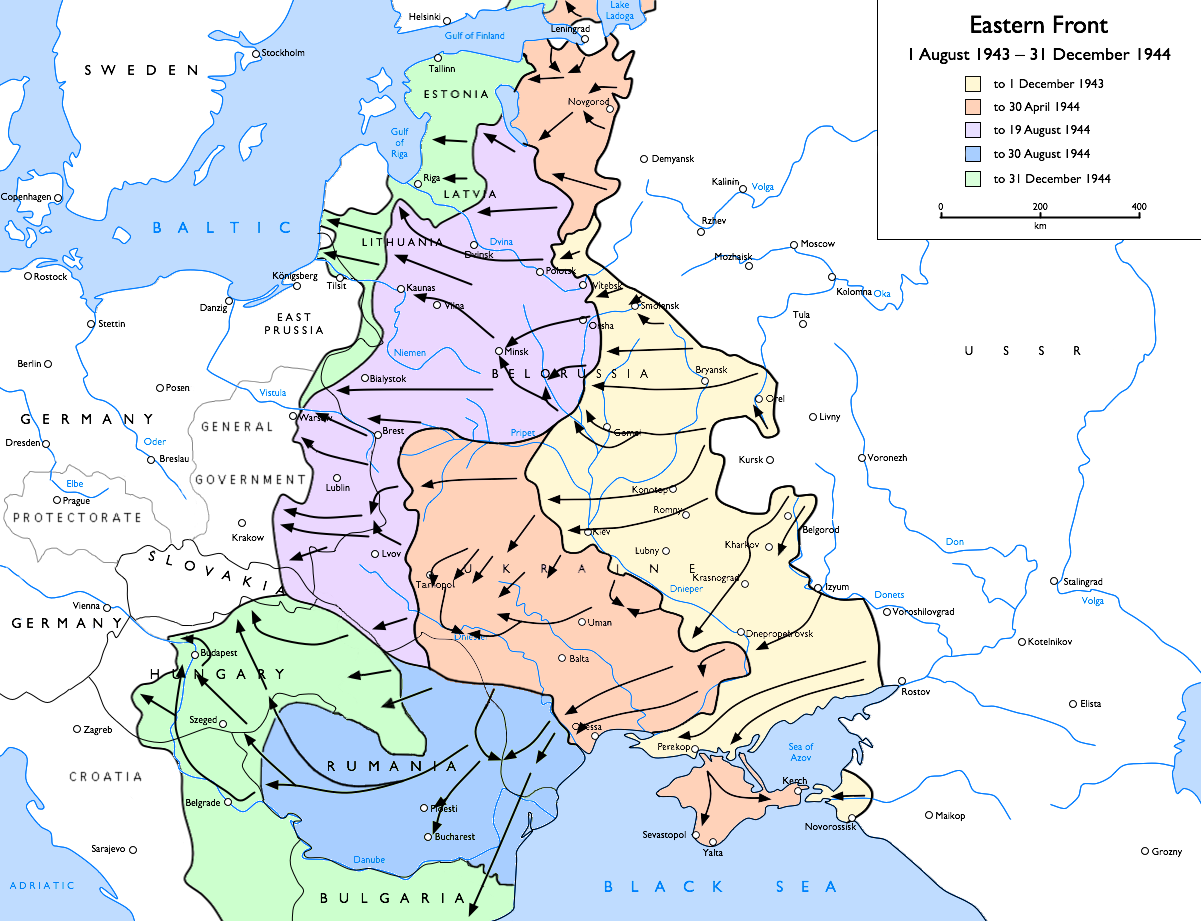
Front de l'Est, août 1943-décembre 1944.

Pendant la Seconde Guerre mondiale, la Lituanie a été occupée par l'Union soviétique (1940-1941), l'Allemagne nazie (1941-1944), puis de nouveau l'Union soviétique en 1944. La résistance durant cette période a pris plusieurs formes. Une partie importante de la résistance s'est formée par les forces polonaises et soviétiques, dont certaines se sont battues avec des collaborateurs lituaniens. Cet article présente un résumé des organisations, personnes et actions impliquées.

## Première occupation soviétique
En 1940, le président Antanas Smetona s'est enfui en Allemagne, ne voulant pas que son gouvernement devienne un régime fantoche de l'occupation soviétique. Les tentatives soviétiques pour le capturer ont été infructueuses, et il a pu s'installer aux États-Unis.
En 1940, Chiune Sugihara, le consul japonais à Kaunas, et sa femme Yukiko ont désobéi aux ordres et ont sauvé des milliers de réfugiés juifs de Pologne en leur accordant des visas.
En 1941, le Front activiste lituanien (lituanien : Lietuvos Aktyvistų Frontas) a formé un gouvernement clandestin et, après le soulèvement de juin, le gouvernement provisoire de Lituanie a maintenu sa souveraineté pendant une brève période.

## Occupation allemande nazie
Les partisans soviétiques ont commencé des opérations de sabotage et de guérilla contre les forces allemandes immédiatement après l'invasion nazie de 1941. Les activités des partisans soviétiques en Lituanie étaient en partie coordonnées par le commandement du mouvement partisan lituanien dirigé par Antanas Sniečkus et en partie par le commandement central du mouvement partisan de l'URSS.
En 1943, les nazis ont tenté de créer une division de Waffen-SS à partir de la population locale, comme ils l'avaient fait dans de nombreux autres pays, mais en raison de la coordination généralisée entre les groupes de résistance, la mobilisation a été boycottée. La Force de défense territoriale lituanienne (Lietuvos vietinė rinktinė) a finalement été formée en 1944 sous commandement lituanien, mais n'a été liquidée par les nazis que quelques mois plus tard pour avoir refusé de se soumettre à leur commandement,,.
Il n'y a pas eu de résistance violente significative dirigée contre les nazis. Certains Lituaniens, encouragés par les vagues promesses d'autonomie de l'Allemagne, ont coopéré avec les nazis. Les tensions d'avant-guerre dans la région de Vilnius ont provoqué une guerre civile régionale entre les Polonais et les Lituaniens. Des unités lituaniennes parrainées par les nazis, principalement la police secrète lituanienne étaient actives dans la région et ont aidé les Allemands à réprimer la population polonaise. À l'automne 1943, l'Armia Krajowa commence des opérations de représailles contre les unités lituaniennes et tue des centaines de policiers et autres collaborateurs, pour la plupart lituaniens au cours du premier semestre de 1944. Le conflit culmina avec les massacres de civils polonais et lituaniens en juin 1944 dans les villages de Glitiškės et Dubingiai (massacre de Glitiškės et massacre de Dubingiai).
Toujours en 1943, plusieurs groupes politiques clandestins s'unirent sous le Comité suprême pour la libération de la Lituanie (Vyriausias Lietuvos išlaisvinimo komitetas ou VLIK). Le comité a publié une déclaration d'indépendance qui est passée largement inaperçue. Il est devenu actif principalement en dehors de la Lituanie auprès des émigrés et des déportés, et a pu établir des contacts dans les pays occidentaux et obtenir un soutien pour les opérations de résistance à l'intérieur de la Lituanie (voir Opération Jungle). Il persista à l'étranger pendant de nombreuses années en tant que groupe représentant la Lituanie en exil,.
L'Armée de liberté de Lituanie pendant l'occupation nazie en Allemagne s'est opposée à la politique allemande, mais n'a pas mis en œuvre la résistance armée. La lutte armée a commencé au milieu de 1944 lorsque l'Armée rouge a atteint les frontières lituaniennes après l'offensive de Minsk. La LLA est devenue la première vague de partisans lituaniens, des guérilleros anti-soviétiques armés. Il a tenté de devenir le commandement central de la lutte armée. Cependant, le siège de l'organisation a été liquidé par les forces de sécurité soviétiques (NKVD et KGB) en avril 1946. De nombreux combattants de l'Armée de la liberté de Lituanie se sont joints aux partisans lituaniens.
Les partisans juifs se sont également battus contre l'occupation nazie. En septembre 1943, l'Organisation unifiée des partisans, dirigée par Abba Kovner, a tenté de déclencher un soulèvement dans le ghetto de Vilnius, puis s'est engagée dans des opérations de sabotage et de guérilla contre l'occupation nazie.
En juillet 1944, dans le cadre de son opération Tempête, l'Armia Krajowa a lancé l'opération Ostra Brama, une tentative de reconquête de cette ville.
En janvier 2008, 723 Lituaniens étaient reconnus par Israël comme des Justes parmi les Nations pour leurs efforts visant à sauver les Juifs de Lituanie de l'Holocauste. Le nombre total de personnes qui ont aidé les Juifs pourrait être beaucoup plus élevé.

## Seconde occupation soviétique
Les partisans lituaniens, connus sous le nom de Frères de la forêt, ont commencé la guérilla contre les forces soviétiques dès que le front les a dépassés en 1944, et ont poursuivi une lutte armée jusqu'en 1953. Le noyau de ce mouvement était composé de soldats des Forces de défense territoriale qui avaient dissous leurs armes et uniformes et de membres de l'Armée de la liberté de Lituanie, créée en 1941. Le métro avait une radio et une presse clandestines étendues. Des milliers de personnes se sont engagées dans une résistance active et passive contre les autorités soviétiques. Les différentes organisations de résistance se sont finalement unies sous le Mouvement de lutte pour la liberté de la Lituanie (Lietuvos Laisvės Kovų Sąjūdis, ou LLKS), émettant une déclaration d'indépendance en 1949 qui sera finalement signée par la République indépendante de Lituanie en 1999. Le plus célèbre de ces partisans est probablement Juozas Lukša (en), auteur de plusieurs livres durant la résistance et sujet d'un film récent.
Alors que la résistance armée a pris fin dans les années 1950, la résistance non violente s'est poursuivie sous diverses formes (par exemple par le biais des Lituaniens vivant à l'étranger, la presse catholique, la sauvegarde des traditions locales et de la langue lituanienne, le mouvement Sąjūdis, etc.), jusqu'en 1991, lorsque la Russie a reconnu l'indépendance déclarée par Lituanie le 11 mars 1990.

## Signification du 16 février
Le 16 février, date à laquelle la Lituanie a déclaré son indépendance pour la première fois en 1918, a joué un rôle symbolique important au cours de cette période. L'appel à volontaires pour la Force de défense territoriale lituanienne, la déclaration d'indépendance du VLIK et la déclaration d'indépendance du LLKS ont tous été lancés le 16 février. Cette journée est devenue une fête nationale en Lituanie.